# 塞尼亞角
80°31′S 160°58′E / 80.517°S 160.967°E
塞尼亞角是南極洲的海岬，位於維多利亞地，處於塞爾伯恩角以南17公里，是羅斯冰架西部，是庫森斯灣入口的北部，現時由南極條約體系管理。